# Йоан Петралифа
Йоан Петралифа (на средногръцки: Ἰωάννης Πετραλίφας) е византийски севастократор от края на XII век и началото на XIII век, управител на Тесалия и Македония при император Йоан III Дука Ватаци (упр. 1185 – 1195 и 1203 – 1204).
Той произлиза от знатната фамилия Петралифа, която произлиза от Италия. Брат е на Мария Петралифина, омъжена за епирския деспот Теодор Комнин.
След 1204 г. Йоан Петралифа помага на Теодор Комнин Дука Ангел.
Умира между 1224 и 1230 г.

## Фамилия
Жени се за Елена от знатна фамилия в Константинопол. Те имат децата:
- Теодор Петралифа, женен за дъщеря на Димитър Торник, министър на библейския император Йоан III Дука Ватаци (упр. 1221 – 1254)
- Теодора Петралифина (* 1225 в Сервия), Света Теодора Артенска, около 1230/31 г. е омъжена за Михаил II Комнин Дука, деспот на Епир и Тесалия (упр. 1231 – 1266/1268).
- Мария, омъжена за Филип Шинард, франк от Кипър, адмирал на Сицилия, от 1258 г. управител на Корфу, убит от съпругата си през 1266 г. Възможно е тази Мария да е неидентифицираната Петралифа, посочена от Георги Акрополит, която е била омъжена за Алексий Слав, но може да става дума и за друга дъщеря на Йоан Петралифа.